# Sedlo (Kroatien)
Otočić Sedlo är en ö i Kroatien.   Den ligger i länet Šibenik-Knins län, i den södra delen av landet, 240 km söder om huvudstaden Zagreb.